# MFO
Multinational Force & Observers (MFO) (Wielonarodowe Siły i Obserwatorzy, Międzynarodowe Siły Obserwacyjne) – międzynarodowe siły pokojowe na Półwyspie Synaj, nadzorujące strefę graniczną między Izraelem a Egiptem. Działają od 1982, a obecnie (2020) liczą ok. 1100-1200 żołnierzy i pracowników cywilnych z 13 państw. Jest to jedna z niewielu misji pokojowych nieprowadzonych przez ONZ, NATO, Unię Europejską lub Afrykańską, nie posiada nawet mandatu Rady Bezpieczeństwa ONZ.

## Geneza
W marcu 1979 Izrael i Egipt podpisały traktat pokojowy, na mocy którego Siły Obronne Izraela opuściły Półwysep Synaj. Jednocześnie oba państwa zgodziły się na obsadzenie znajdującej się na terenie Egiptu strefy zdemilitaryzowanej wojskami i obserwatorami ONZ (United Nations Force & Observers), lecz Rada Bezpieczeństwa ONZ (RB) nie przedłużyła mandatu dotychczasowym siłom pokojowym - UNEF II (United Nations Emergency Force II) i musiały one zostać wycofane.
Stany Zjednoczone obawiały się, że niestabilna sytuacja w Egipcie może doprowadzić do ponownej wojny. Dlatego część obowiązków UNEF II przejęła amerykańska misja wojskowa na Synaju (United States Sinai Field Mission), jednak posiadając skromne siły i środki nie była w stanie obsadzić strefy buforowej, więc decyzją prezydenta Cartera rozpoczęto przygotowywanie międzynarodowych sił pokojowych i obserwacyjnych. Początkowo miały być one autoryzowane przez ONZ - po przedstawieniu sprawy na forum RB została ona zawetowana przez delegację radziecką.
Zmusiło to władze USA do samodzielnego utworzenia Wielonarodowych Sił i Obserwatorów (MFO), które zostały ustanowione 3 sierpnia 1981 protokołem do traktatu pokojowego. Następnie rozpoczęto budowę niezbędnej infrastruktury i szukanie państw chętnych do wsparcia MFO – jako pierwsze zgodziły się Fidżi, Kolumbia i Urugwaj, potem dyskutowano z członkami Wspólnot Europejskich (dołączyły Francja, Holandia i Włochy, finansowo wsparły Niemcy Zachodnie), brytyjskiej Wspólnoty Narodów (dołączyły Australia, Nowa Zelandia i Wielka Brytania) oraz Norwegią. Do marca 1982 MFO były już skompletowane i 25 kwietnia oficjalnie rozpoczęły działalność.

## Zadania
Do zadań MFO należy:
- utrzymywanie posterunków w strefie C (Zone C) oraz patrolowanie jej,
- obserwacja egzekwowania postanowień traktatu pokojowego,
- zapewnienie wolnego dostępu do Zatoki Akaba.

Strefa kontrolowana przez MFO wynika z postanowień aneksu do traktatu pokojowego z 1979. Na jego mocy Półwysep Synaj podzielono na 4 strefy:
- Strefę A (Zone A) – pomiędzy Kanałem Sueskim a Linią A (Line A). Stacjonować w niej mogła maksymalnie 22-tysięczna egipska dywizja piechoty zmechanizowanej,
- Strefę B (Zone B) – pomiędzy Linią A a Linią B (Line B). Obsadzona przez 4 egipskie bataliony ochrony pogranicza,
- Strefę C (Zone C) – pomiędzy Linią B a granicą egipsko-izraelską. Podzielona na 4 sektory:
  - wydzielony sektor przy Strefie Gazy, podporządkowany egipskiej straży granicznej,
  - Sektor Północny (Northern Sector) – obsadzony przez FIJIBATT. Znajduje się w nim Obóz Północny (North Camp), rozlokowany przy mieście Al Gora,
  - Sektor Centralny (Central Sector) – obsadzony przez COLBATT,
  - Sektor Południowy (Southern Sector) – obsadzony przez USBATT. Znajduje się w nim Obóz Południowy (South Camp), rozlokowany przy mieście Szarm asz-Szajch,
- Strefę D (Zone D) - pomiędzy granicą egipsko-izraelską a Linią D (Line D). Obsadzona przez 4 izraelskie bataliony piechoty.

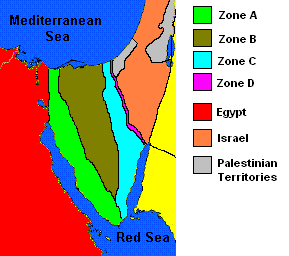
Podział na strefy

Powyższy podział obowiązywał do 2016 roku: po restrukturyzacji sił 3 bataliony zostały zastąpione dwoma, ponadto wcześniej, w związku z rozwojem rebelii islamskiej na Synaju, zezwolono na wkroczenie do strefy A i B większych sił egipskich.

## Kalendarium

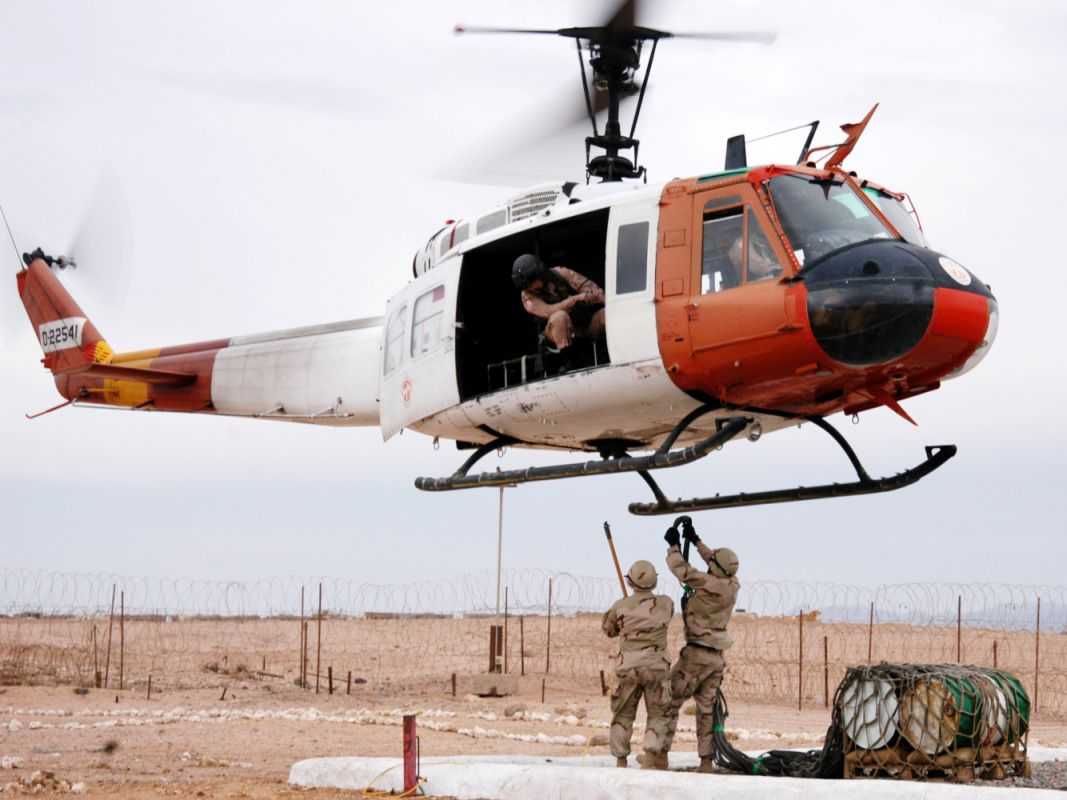
Amerykański śmigłowiec Bell UH-1 Iroquois w barwach MFO

- 26 marca 1979 – traktat pokojowy izraelsko-egipski,
- 24 lipca 1979 – zakończenie misji UNEF II, przejęcie części zadań sił pokojowych przez amerykańską misję wojskową na Synaju (US Sinai Field Mission),
- 18 maja 1981 – radzieckie veto wobec autoryzacji przez ONZ dowodzonych przez USA sił pokojowych na Półwyspie Synaj,
- 3 sierpnia 1981 – podpisanie protokołu do traktatu pokojowego, ustanawiającego Multinational Force & Observers,
- 2 września 1981 – rozpoczęcie budowy baz wojskowych dla MFO przez amerykańskie spółki budowlane,
- 23 listopada 1981 – zapowiedź uczestnictwa w MFO wojsk brytyjskich, francuskich, holenderskich i włoskich,
- 20 marca 1982 – zakończenie przegrupowania kontyngentów na granicę egipsko-izraelską,
- 25 kwietnia 1982 – oficjalne rozpoczęcie misji MFO,
- 15 lutego 1984 – zastrzelenie Dyrektora Generalnego Leamona R. Hunta przez włoskie Czerwone Brygady,
- 12 grudnia 1985 – katastrofa lotu Arrow Air 1285 - śmierć 248 amerykańskich żołnierzy MFO,
- 25 kwietnia 1986 – wycofanie kontyngentu australijskiego, zastąpił go kontyngent kanadyjski,
- październik 1992 – wycofanie kontyngentu brytyjskiego, w styczniu 1993 zastąpił go kontyngent australijski,
- maj 1995 - wycofanie kontyngentu holenderskiego, we wrześniu 1995 zastąpił go kontyngent węgierski,
- 15 sierpnia 2005 – wybuch miny-pułapki pod pojazdem MFO  – 2 Kanadyjczyków rannych,
- 26 kwietnia 2006 – atak samobójczy na pojazd MFO - zginął tylko zamachowiec, nikt nie został ranny,
- 6 maja 2007 – katastrofa francuskiego samolotu wojskowego na Synaju  – śmierć 8 Francuzów i 1 Kanadyjczyka,
- 17 listopada 2009 – przybycie na Synaj nowego kontyngentu MFO  – czeskiego,
- 5 lutego 2011 – początek rebelii islamskiej na Synaju, w następnych latach wojska MFO wielokrotnie stawały się celem ataków i zrewidowano postanowienia dotyczące ograniczenia obecności egipskich wojsk na półwyspie Synaj,
- 14 sierpnia 2012 – oblężenie Kwatery Głównej FC MFO przez uzbrojonych beduińskich demonstrantów, którzy próbowali przedrzeć się do bazy. Po nadejściu odsieczy wojsk egipskich napastnicy wycofali się. Rannych zostało 4 żołnierzy MFO, w tym 3 Kolumbijczyków[2],
- 23 marca 2015 – wycofanie kontyngentu węgierskiego, jego obowiązki przejął kontyngent kanadyjski,
- 22 maja-31 lipca 2016 – pierwsza od utworzenia MFO znacząca restrukturyzacja sił.

## Wycofanie USA z MFO
Na przestrzeni lat wielokrotnie podejmowano dyskusje lub bezpośrednie kroki prowadzące do wycofania sił zbrojnych USA z MFO: rezultem pierwszych propozycji w latach 90. była redukcja amerykańskiego personelu z 998 w 1991 do 917 osób w 1999. W 2002 amerykańską obecność w MFO zakwestionował sekretarz obrony Stanów Zjednoczonych Donald Rumsfeld, argumentując to ustabilizowaniem stosunków izraelsko-egipskich i zaangażowaniem wojskowym USA w Afganistanie, Uzbekistanie i na Filipinach. Podjęto decyzje o jedynie dalszych redukcjach – do 687 osób. Kolejne propozycje padały w 2007 i 2015: rebelia islamska stwarzała realne zagrożenie dla bezpieczeństwa żołnierzy amerykańskich, ostatecznie ograniczono się do restrukturyzacji MFO w 2016 i zmniejszenia Task Force Sinai z 678 do 454 osób.
Na mocy National Defense Strategy z 2018 Stany Zjednoczone zrewidowały politykę zagraniczną, zmierzając do zakończenia wieloletnich wojen (m.in. w Iraku i Afganistanie) i operacji innych niż wojna (m.in. MFO i KFOR). 26 lutego 2020 Departament Obrony poinformował o planach znaczącego zmniejszenia amerykańskiego kontyngentu na Synaju w 2020 i całkowitego wycofania do końca 2021.

## Kontyngenty narodowe
| Państwo           | Skrót            | Liczebność | Liczebność | Liczebność | Liczebność | Liczebność | Kontyngent | Okres funkcjonowania |
| Państwo           | Skrót            | 1982       | IX 1991    | VI 2000    | VII 2011   | III 2021   | Kontyngent | Okres funkcjonowania |
| ----------------- | ---------------- | ---------- | ---------- | ---------- | ---------- | ---------- | --- | -------------------- |
| Albania           |                  | 0          | 0          | 0          | 0          | 0          | personel w Jednostce Policji Wojskowej | 2023-                |
| Australia         | AUSCON           | 102        | 0          | 26         | 25         | 27         | 1982-1986: Jednostka Śmigłowców personel w Kwaterze Głównej Dowódcy Sił | 1982-1986, 1993-     |
| Czechy            | CZECHCON         | 0          | 0          | 0          | 3          | 18         | od 2013: Jednostka Lotnicza personel w Kwaterze Głównej Dowódcy Sił | 2009-                |
| Fidżi             | FIJCON           | 500        | 378        | 329        | 338        | 170        | 1982-2016: FIJIBATT (fidżyjski batalion operacyjny): 3 kompanie piechoty, kompania dowodzenia od 2016: SOUTHBATT (południowy batalion operacyjny): kompania piechoty personel w Kwaterze Głównej Dowódcy Sił | 1982-                |
| Francja           | FRENCHCON        | 42         | 18         | 16         | 2          | 1          | 1982-2010: Jednostka Lotnicza personel w Kwaterze Głównej Dowódcy Sił | 1982-                |
| Holandia          | DUTCHCON         | 101        | 84         | 0          | 0          | 0          | 1982-1995: Jednostka Łączności Sił, Jednostka Policji Wojskowej personel w Kwaterze Głównej Dowódcy Sił | 1982-1995, 2013-2015 |
| Japonia           | JCON             | 0          | 0          | 0          | 0          | 2          | personel w Kwaterze Głównej Dowódcy Sił | 2019-                |
| Kanada            | CANCON           | 0          | 21         | 28         | 28         | 55         | 1986-1990: Jednostka Śmigłowców 2015-2019: Jednostka Policji Wojskowej personel w Kwaterze Głównej Dowódcy Sił | 1986-                |
| Kolumbia          | COLCON           | 502        | 378        | 355        | 357        | 275        | 1986-2016: COLBATT (kolumbijski batalion operacyjny): 2 kompanie piechoty, kompania dowodzenia od 2016: NORTHBATT (północny batalion operacyjny): 2 kompanie piechoty, kompania dowodzenia personel w Kwaterze Głównej Dowódcy Sił | 1982-                |
| Norwegia          | NORCON           | 4          | 3          | 5          | 3          | 3          | personel w Kwaterze Głównej Dowódcy Sił | 1982-                |
| Nowa Zelandia     | NZCON            | 36         | 26         | 26         | 28         | 30         | 1982-1986: Jednostka Śmigłowców od 1986: sekcja transportowa, zespół szkoleniowo-doradczy (ATT, FTT) personel w Kwaterze Głównej Dowódcy Sił | 1982-                |
| Serbia            | SERCON           | 0          | 0          | 0          | 0          | 0          | personel w Kwaterze Głównej Dowódcy Sił | 2023-                |
| Stany Zjednoczone | Task Force Sinai | 1200       | 998        | 917        | 693        | 452        | 1982-2016: USBATT (amerykański batalion operacyjny): 4 kompanie piechoty, kompania dowodzenia od 2016: SOUTHBATT (południowy batalion operacyjny): 2 kompanie piechoty, kompania dowodzenia od 2016: NORTHBATT (północny batalion operacyjny): kompania piechoty 1982-2016: batalionowa jednostka zabezpieczenia (LSE, LSU, SPTBATT) od 2016: samodzielne jednostki zabezpieczenia AVCO, MEDCO, EOD personel w Kwaterze Głównej Dowódcy Sił | 1981-                |
| Urugwaj           | URUCON           | 76         | 69         | 60         | 58         | 41         | Jednostka Transportowa i Inżynieryjna personel w Kwaterze Głównej Dowódcy Sił | 1982-                |
| Węgry             | HUNCON           | 0          | 0          | 41         | 38         | 0          | 1995-2015: Jednostka Policji Wojskowej personel w Kwaterze Głównej Dowódcy Sił | 1995-2015            |
| Wielka Brytania   | BRITCON          | 37         | 35         | 0          | 0          | 2          | 2014 (czasowo): pluton saperów personel w Kwaterze Głównej Dowódcy Sił | 1982-1992, 2014-     |
| Włochy            | ITALCON          | 92         | 82         | 81         | 78         | 78         | Jednostka Patrolu Przybrzeżnego (3 patrolowce typu Esploratore i 1 w rezerwie) personel w Kwaterze Głównej Dowódcy Sił | 1982-                |
| Łącznie           | MFO              | 2692       | 2092       | 1884       | 1651       | 1154       | |                      |

## Struktura organizacyjna
Przez pierwsze 33 lata funkcjonowania struktura organizacyjna była stosunkowo stabilna, zmiany zachodziły w przypadku wycofywania lub dołączania poszczególnych kontyngentów. W 2016 roku nastąpiła restrukturyzacja MFO i dotychczasowe trzy bataliony piechoty zastąpiono dwoma i jednostki batalionu wsparcia podporządkowano bezpośrednio Dowództwu Sił.
| Struktura organizacyjna w 1982 - Kwatera Główna MFO (Biuro Dyrektora Generalnego) – Rzym - Kwatera Główna Dowódcy Sił – Al Gora - jednostki operacyjne - Batalion Operacyjny (FIJIBATT) - kompania piechoty A (A-Coy) - kompania piechoty B (B-Coy) - kompania piechoty C (C-Coy) - kompania dowodzenia (HQ Coy) - Batalion Operacyjny (COLBATT) - kompania piechoty A (A-Coy) - kompania piechoty B (B-Coy) - kompania dowodzenia (HQ Coy) - Batalion Operacyjny (USBATT) - kompania piechoty A (A-Coy) - kompania piechoty B (B-Coy) - kompania piechoty C (C-Coy) - kompania piechoty D (D-Coy) - kompania dowodzenia (HQ Coy) - Jednostka Patrolu Przybrzeżnego (CPU) - jednostki wsparcia i zabezpieczenia - Element Wsparcia Logistycznego (LSE) - kompania dowodzenia (HCC) - kompania lotnicza (AVN) - kompania medyczna (MED) - kompania transportowa (S&T) - kompania wsparcia (SPT) - Jednostka Dowodzenia (HQU) - Jednostka Łączności (FSU) - Jednostka Śmigłowców (RWAU) - Jednostka Lotnicza (FWAU) - Jednostka Transportowa i Inżynieryjna (TREU) - Jednostka Policji Wojskowej (FMPU) - Cywilna Jednostka Obserwacyjna (COU) - Reprezentant Dyrektora Generalnego – Kair - Reprezentant Dyrektora Generalnego – Tel Awiw-Jafa | Struktura organizacyjna po 2016 - Kwatera Główna MFO (Biuro Dyrektora Generalnego) – Rzym - Kwatera Główna Dowódcy Sił – Al Gora - jednostki operacyjne - Batalion Operacyjny (NORTHBATT) - kompania piechoty A (A-Coy) - kompania piechoty B (B-Coy) - kompania piechoty C (C-Coy) - kompania dowodzenia (HQ Coy) - Batalion Operacyjny (SOUTHBATT) - kompania piechoty A (A-Coy) - kompania piechoty B (B-Coy) - kompania piechoty C (C-Coy) - kompania dowodzenia (HQ Coy) - Jednostka Patrolu Przybrzeżnego (CPU) - jednostki wsparcia i zabezpieczenia - kompania lotnicza (AVCO) - kompania medyczna (MEDCO) - oddział rozminowania (EOD) - zespół szkoleniowy (FTT) - Jednostka Lotnicza (CASA) - Jednostka Transportowa i Inżynieryjna (TREU) - Jednostka Policji Wojskowej (FMPU) - Cywilna Jednostka Obserwacyjna (COU) - Reprezentant Dyrektora Generalnego – Kair - Reprezentant Dyrektora Generalnego – Tel Awiw-Jafa |

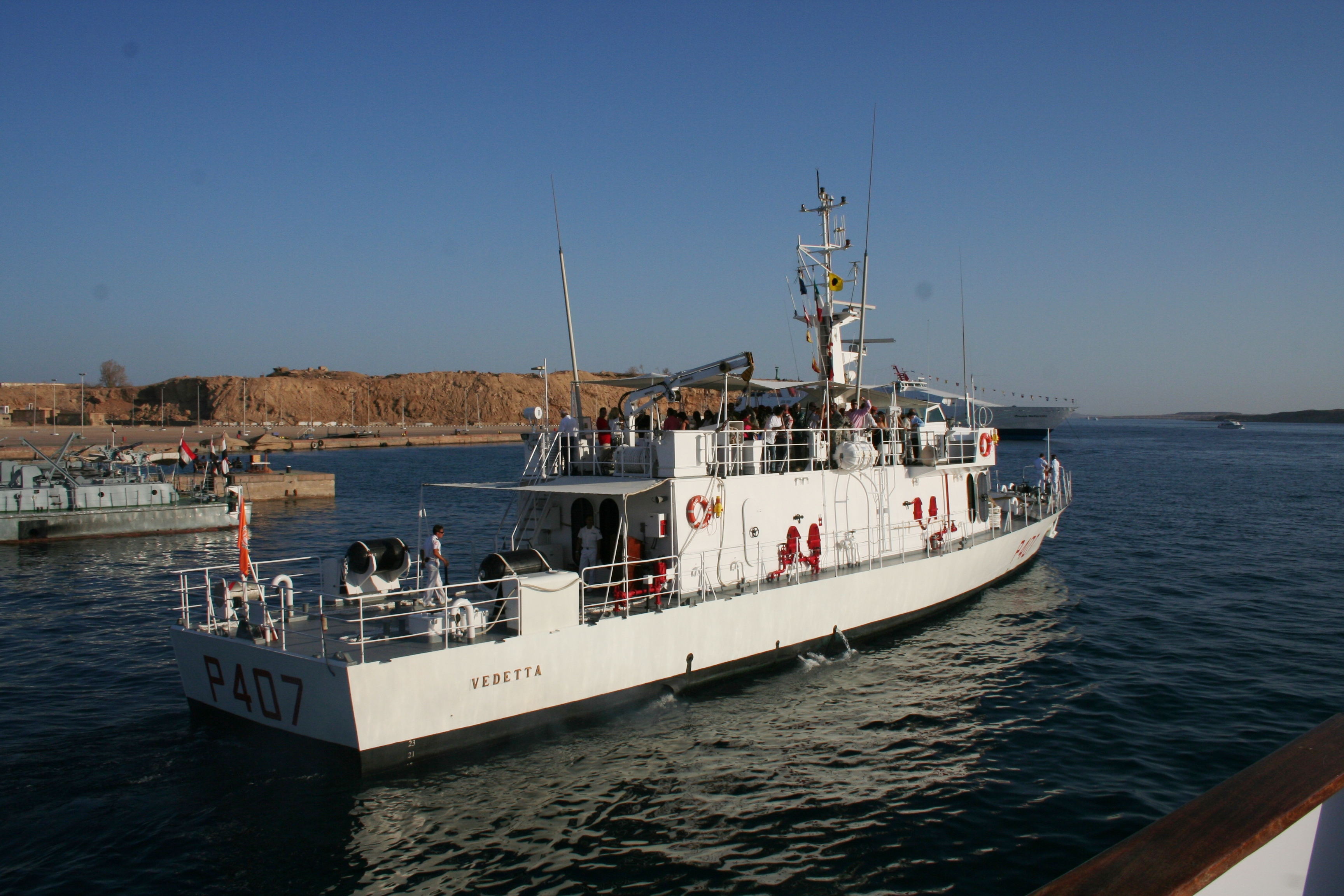
Włoski okręt Vedetta (P 407), służący w Jednostce Patrolu Przybrzeżnego

Zmiany w strukturze organizacyjnej MFO w latach od 1982 roku:
| Jednostka                                    | Kontyngent       | Okres     |  |
| -------------------------------------------- | ---------------- | --------- |  |
| bataliony operacyjne (narodowe)              | FIJIBATT         | 1982-2016 |  |
| bataliony operacyjne (narodowe)              | COLBATT          | 1982-2016 |  |
| bataliony operacyjne (narodowe)              | USBATT           | 1982-2016 |  |
| bataliony operacyjne (wielonarodowe)         | NORTHBATT        | 2016-     |  |
| bataliony operacyjne (wielonarodowe)         | SOUTHBATT        | 2016-     |  |
| Jednostka Patrolu Przybrzeżnego (CPU)        | ITALCON          | 1982-     |  |
|                                              |                  |           |  |
| jednostki zabezpieczenia                     | LSE              | 1982-1985 |  |
| jednostki zabezpieczenia                     | LSU (NZCON)      | 1985-1989 |  |
| jednostki zabezpieczenia                     | SPTBATT (NZCON)  | 1989-2016 |  |
| jednostki zabezpieczenia                     | AVCO, MEDCO, EOD | 2016-     |  |
| Jednostka Dowodzenia (HQU)                   | BRITCON          | 1982-1992 |  |
| Jednostka Łączności (FSU)                    | DUTCHCON         | 1982-1995 |  |
| Jednostka Śmigłowców (RWAU)                  | AUSCON NZCON     | 1982-1986 |  |
| Jednostka Śmigłowców (RWAU)                  | CANCON           | 1986-1990 |  |
| Jednostka Lotnicza (FWAU)                    | FRENCHCON        | 1982-2010 |  |
| Jednostka Lotnicza (FWAU)                    | CZECHCON         | 2013-     |  |
| Jednostka Transportowa i Inżynieryjna (TREU) | URUCON           | 1982-2016 |  |
| Jednostka Transportowa i Inżynieryjna (TREU) | URUCON (NZCON)   | 2016-     |  |
| Jednostka Policji Wojskowej (FMPU)           | DUTCHCON         | 1982-1995 |  |
| Jednostka Policji Wojskowej (FMPU)           | HUNCON           | 1995-2015 |  |
| Jednostka Policji Wojskowej (FMPU)           | CANCON           | 2015-2019 |  |
| Jednostka Policji Wojskowej (FMPU)           | wielonarodowa    | 2019-     |  |

1. ↑  Kolejno: Element Wsparcia Logistycznego (LSE, 1982-1985), Jednostka Wsparcia Logistycznego (LSU, 1985-1989), Batalion Wsparcia (SPTBATT, 1989-2016) w składzie: kompania dowodzenia (HCC, 1982-2001), kompania lotnicza (AVN, AVCO), kompania medyczna (MED, MEDCO), kompania transportowa (S&T, 1982-2001), kompania wsparcia (SPT, 1982-2001), oddział rozminowania (EOD, od 1991) (1st US Army Support Battalion. Global Security. [dostęp 2020-02-05]. (ang.).), od 1986 także siły nowozelandzkie – sekcja transportowa i zespół szkoleniowo-doradczy (ATT)

## Dowódcy
Podobnie jak w przypadku misji pokojowych ONZ, na czele MFO stoi osoba cywilna – Dyrektor Generalny (Director General), odpowiednik oenzetowskiego Specjalnego Przedstawiciela Sekretarza Generalnego. Jest to stanowisko zarezerwowane dla Amerykanina.
| Początek | Koniec | Dyrektor Generalny      |
| -------- | ------ | ----------------------- |
| 1981     | 1984   | Leamon R. Hunt †        |
| 1984     | 1984   | Victor H. Dikeos (p.o.) |
| 1984     | 1988   | Peter D. Constable      |
| 1988     | 1998   | Wat T. Cluverius IV     |
| 1998     | 2004   | Arthur H. Hughes        |
| 2004     | 2009   | James A. Larocco        |
| 2009     | 2017   | David M. Satterfield    |
| 2017     | 2022   | R. Stephen Beecroft     |
| 2022     |        | Elizabeth L. Dibble     |

Tak jak w innych misjach pokojowych i stabilizacyjnych, głównodowodzącym wojskowym jest Dowódca Sił (Force Commander), którym zostaje generał wytypowany przez jedno z państw wystawiających kontyngent. Szefem sztabu jest dowódca Task Force Sinai.
| Początek | Koniec | Państwo       | Dowódca Sił                    |
| -------- | ------ | ------------- | ------------------------------ |
| 1981     | 1984   | Norwegia      | gen. broni Fredrik Bull-Hansen |
| 1984     | 1989   | Norwegia      | gen. broni Egil Ingebrigtsen   |
| 1989     | 1991   | Nowa Zelandia | gen. broni Donald McIver       |
| 1991     | 1994   | Holandia      | gen. broni Joop van Ginkel     |
| 1994     | 1997   | Australia     | gen. dyw. David Ferguson       |
| 1997     | 2001   | Norwegia      | gen. dyw. Tryggve Tellefsen    |
| 2001     | 2004   | Kanada        | gen. dyw. Robert Meating       |
| 2004     | 2007   | Włochy        | gen. dyw. Roberto Martinelli   |
| 2007     | 2010   | Norwegia      | gen. dyw. Kjell Ludvigsen      |
| 2010     | 2014   | Nowa Zelandia | gen. dyw. Warren Whiting       |
| 2014     | 2017   | Kanada        | gen. dyw. Denis Thompson       |
| 2017     | 2019   | Australia     | gen. dyw. Simon Stuart         |
| 2019     | 2023   | Nowa Zelandia | gen. dyw. Donald Evan Williams |
| 2023     |        | Czechy        | gen. dyw. Pavel Kolář          |